# OAR Gràcia
L'Obra Atlètico-Recreativa Gràcia, més conegut com a OAR Gràcia, és un club d'handbol català de la ciutat de Sabadell.

## Història
El club va néixer d'un grup d'amics que tenien la parròquia del barri de Gràcia de Sabadell com a punt de reunió. Seguint el corrent del moment, ja que l'handbol era l'esport de moda a la ciutat, van decidir formar un equip per participar en els nombrosos torneigs que s'organitzaven. Això esdevenia el gener de 1953.
El 1972, el club havia obert les portes a l'handbol femení, no abandonant la tasca de planter d'on sortirien els futurs jugadors de l'equip sènior. Els fruits de l'esport base van anar madurant: la temporada 1979-80 es va ascendir a 2a Nacional i el 1982 es pujà a 1a nacional i es guanyava, per primera vegada, la Copa de Catalunya.
Ben aviat també l'equip femení va aportar èxits, ja que el 1983 van ser campiones provincials i van repetir el 1985, aconseguint també el subcampionat d'Espanya i l'ascens a la 1a Nacional femenina. La temporada 2024-2025, el femení també va aconseguir l'ascens a divisió d'honor plata, però va haver de renunciar per temes econòmics.

## Actualitat
Avui dia l'OAR Gràcia és el club més gran i amb més tradició d'handbol a la ciutat de Sabadell. Està situat al barri de Gràcia, però aplega jugadors de tot Sabadell i de l'entorn. Més enllà del vessant esportiu el club fa una important tasca social, se celebren festes com ara, Castanyada, Nadal, Carnaval, calçotades o Campus d'estiu.

## Premis i reconeixements
- 1982 - Millor entitat esportiva de Sabadell
- 1983 - Placa de la Federació Territorial a la promoció de l'esport base
- 1990
  - Millor club català de la temporada 1989-90
  - Placa de la Federació Espanyola al Mèrit Esportiu
- 1998 - Placa de l'Ajuntament de Sabadell per la promoció de l'esport
- 2002 - Medalla d'Honor de la Ciutat de Sabadell
- 2014 - Millor entitat sabadellenca de l'any[1]